# Pharaphodius impressipennis
Pharaphodius impressipennis är en skalbaggsart som beskrevs av Schmidt 1908. Pharaphodius impressipennis ingår i släktet Pharaphodius och familjen Aphodiidae. Inga underarter finns listade i Catalogue of Life.